# Třída Capitán Orella
Třída Capitán Orella byla třída torpédoborců chilského námořnictva. Postaveny byly ve Velké Británii. Celkem byly postaveny čtyři jednotky této třídy. Ve službě byly v letech 1896–1930. Všechny byly vyřazeny.

## Pozadí vzniku
Chile objednalo stavbu čtyř jednotek této třídy u britské loděnice Cammell Laird v Birkenheadu. Do služby byly přijaty roku 1896.
Jednotky třídy Capitán Merino Jarpa:
| Jméno                  | Spuštěn | Vstup do služby | Osud                                            |
| ---------------------- | ------- | --------------- | ----------------------------------------------- |
| Capitán Orella         | 1896    | 1896            | Vyřazen 1924.                                   |
| Capitán Muñoz Gamero   | 1896    | 1896            | Vyřazen 1924.                                   |
| Teniente Serrano       | 1896    | 1896            | Vyřazen 1924.                                   |
| Guardiamarina Riquelme | 1896    | 1896            | Roku 1924 přejmenován na Lientur. Vyřazen 1930. |

## Konstrukce

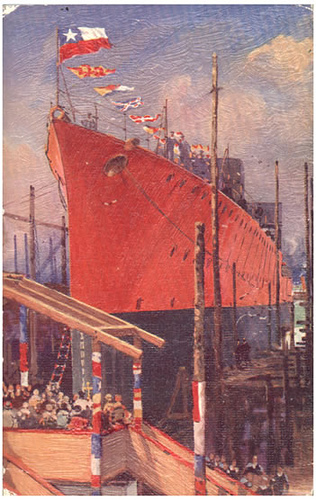
Teniente Serrano

Výzbroj tvořil jeden 76mm kanón Armstrong, pět 57mm kanónů Hotchkiss a dva 450mm torpédomety. Torpédomety byly instalovány po jednom na otočných lafetách ve středu lodi. Pohonný systém tvořily čtyři kotle Normand a dva parní stroje s trojnásobnou expanzí o výkonu 6250 hp, pohánějící dva lodní šrouby. Nejvyšší rychlost dosahovala 30 uzlů.